# Melchior Friebe
Melchior Friebe (auch Melchior Fribe und Melchioris Fribe, * 24. November 1629 in Friedland, Herzogtum Schweidnitz; † 10. Mai 1690 in Mittweida) war ein deutscher Mediziner.

## Leben
Melchior Friebe studierte ab dem Wintersemester 1650 in Leipzig und ab 17. Mai 1659 in Padua und promovierte dort am 1. August 1659.
Melchior Friebe war zunächst im schlesischen Landeshut und anschließend in Zittau als praktischer Arzt tätig. Später wirkte er als Physicus in Hayna.
Am 15. August 1672 wurde Melchior Friebe unter der Matrikel-Nr. 43 mit dem akademischen Beinamen Cleander als Mitglied in die Academia Naturae Curiosorum, die heutige Deutsche Akademie der Naturforscher Leopoldina, aufgenommen.
1682 ist er von Oschatz nach Mittweida gekommen, hat als Mediziner praktiziert und die Apotheke von Johann Fladen gekauft. In Mittweida ist er am 10. Mai 1690 gestorben. Die Apotheke ist die heutige Stadt- und Löwenapotheke.